# 홍산 형방청
홍산 형방청(鴻山 刑房廳)은 대한민국 충청남도 부여군 홍산면에 있는 조선시대의 관아 건물이다. 1985년 12월 31일 충청남도의 민속문화재 제9호 이정우가옥으로 지정되었다가, 2004년 7월 21일 충청남도의 유형문화재 제178호로 지정되었다.

## 개요
고종(高宗) 8년(1871)에 개건(改建)한 민가풍(民家風)의 목조건물로, 당시의 현액명은 비홍추청(飛鴻秋廳)이다. 10칸 크기의 ㄷ자형 동향집이다.. 조선시대 관아건물 중 형방청은 그 예가 희소한 것으로 문화재적 보존가치가 크다.

## 참고 자료
- 홍산형방청 - 국가유산청 국가유산포털